# Rustiques
Rustiques (okzitanisch Rosticas) ist eine französische Gemeinde mit 515 Einwohnern (Stand 1. Januar 2022) im Département Aude in der Region Okzitanien. Sie gehört zum Arrondissement Carcassonne und zum Kanton Le Haut-Minervois.

## Nachbargemeinden
Nachbargemeinden von Rustiques  sind Badens im Nordosten, Floure im Südosten, Trèbes im Südwesten und Bouilhonnac im Nordwesten.

## Bevölkerungsentwicklung
| Jahr      | 1962 | 1968 | 1975 | 1982 | 1990 | 1999 | 2013 |
| Einwohner | 243  | 229  | 214  | 231  | 301  | 305  | 502  |